# Богородчанський іконостас
Богородчанський іконостас — унікальна пам'ятка українського іконопису доби пізнього Ренесансу, або маньєризму та раннього бароко. Іконостас створений у 1698—1705 роках іконописцем-ієромонахом Білостоцького монастиря на Волині Йовом Кондзелевичем та майстрами його кола для новозбудованої церкви Воздвиження Чесного Хреста монастиря Великий Скит у Маняві.

## Історія
Створення іконостасу тривало з 1698 до 1705 року, зважаючи на дату «1698» у написі на іконі «Христос-Учитель» з намісного ряду та дату «1705» на намісній іконі «Вознесіння Христове». Свою назву «Богородчанський іконостас» одержав за місцем свого останнього перебування — містечка Богородчани (нині Івано-Франківщина), в церкву Пресвятої Трійці якого іконостас потрапив після закриття Великого Скиту австрійською владою у 1785 році.
Вирішальна зміна в долі іконостаса із Великого Скиту сталася в другій половині XVIII століття, завдяки якій він простояв на місці свого початкового призначення менше 100 років. У 1772 році Галичина внаслідок першого поділу Речі Посполитої стала частиною Австрії, у 1781 році австрійський монарх Йосиф II у рамках своїх реформ почав закривати усі монастирі контемплятивно-аскетичного напрямку. Під цей указ підпав і монастир Великий Скит у Маняві — єдиний на той час православний монастир, який діяв у Галичині. Закриття Великий Скиту відбувалося в рамках церковних реформ, у дусі «освіченого абсолютизму», які проводив Йосиф II, що передбачали ліквідацію значної частини монастирів у всій державі, незалежно від їхньої конфесійної приналежності. Було ліквідовано 738 монастирів різних конфесій.
6 вересня 1785 року монастир був закритий, а іконостас демонтований, проданий за 60 злотих і перевезений до містечка Богородчани на Надвірнянщині, де він був встановлений у дерев'яній церкві Святої Трійці. Ця дата започаткувала мандрівну долю іконостаса. Саму Воздвиженську церкву було продано, розібрано та перевезено в місто Надвірну, де вона згоріла у 1914 році під час першої світової війни.
Виявив цю пам'ятку колекціонер і дослідник давнього мистецтва, спольщений українець, граф Войцех Дідушицький, мандруючи Станиславівщиною у 1880 році, й опублікував у 1888 році ґрунтовне дослідження про іконостас, а також ініціював його першу офіційну реставрацію, фінансування якої взяв на себе Галицький Сейм.
У 1885 році на «З'їзді польських і руських археологів», який проходив у Львові, В. Дідушицький запропонував учасникам з'їзду поїхати до Богородчан і на місці оцінити високу мистецьку вартість іконостасу. На наступному з'їзді 10 вересня 1888 року іконостас було долучено до пам'яток державного значення. За сприяння В. Дідушицького та крайового Сейму реставрацію в 1880 році доручили львівському реставраторові Казимирові Шольцу, який працював над твором до своєї смерті у 1883 році. Продовжив і завершив роботу Шольца досвідчений реставратор та художник, випускник Віденської Академії мистецтв львів'янин Юліан Макаревич (1854—1936), який мав досвід подібних реставрацій.
Перші спроби демонтувати іконостас у богородчанській Троїцькій церкві датовані 1894 роком, коли на прохання Львівського виставкового комітету церковний комітет у Богородчанах погодився надіслати його до Львова для експонування на відомій Галицькій Крайовій виставці 1894 року. Цій справі сприяли богородчанський бурмістр Болощук та парох о. Пачовський. Проте, цей захід не вдався, оскільки 6 травня 1894 року в час, призначений для демонтажу іконостаса, богородчанські міщани з невідомих причин активно виступили проти вивезення пам'ятки. Трьох організаторів заколоту влада арештувала і засудила на три тижні ув'язнення.
Перша світова війна істотно вплинула на подальшу долю пам'ятки — влітку 1916 року під час наступу російських військ, так званого «Брусиловського прориву», щоб врятувати іконостас від наступаючих російських військ, його було демонтовано австрійськими військовиками при допомозі місцевих жителів і вивезено вантажівками до Кракова. Історія демонтажу та евакуації іконостаса детально описується у львівському часописі «Діло», за 1916 рік.
У жовтні того ж року за сприяння Центральної комісії з охорони пам'яток у Відні його перевезли до віденського Австрійського Імператорсько-Королівського музею мистецтва і промисловості (нім. Kaiserliches Königliches Österreichischen Museums für Kunst und Industrie).
Після завершення першої світової війни на початку 1920-х років іконостас був переданий Польщі, потрапивши до одного з варшавських музеїв, можливо це був музей «Королівський замок у Варшаві».
Повернути Богородчанський іконостас до Галичини вдалося у 1924 році завдяки заходам громади Богородчан на чолі з парохом отцем Антіном Рудницьким та, насамперед, активному клопотанню та фінансовій підтримці митрополита Андрея Шептицького. Варшавське міністерство віросповідань і освіти перевезло іконостас для «…музеологічного переховування у Національний музей у Львові» доти, коли стане можливість передати його до збудованої церкви в Богородчанах. Із середини 1930-х років іконостас був виставлений на сталій експозиції в одному із залів щойно збудованого нового корпусу Національного музею. Як свідчать документи, для експонування іконостасу на другому поверсі корпусу спеціально будувався зал відповідного розміру.
Після закінчення другої світової війни із встановленням окупаційного комуністичного режиму з його войовничим атеїзмом постала небезпека самого існування іконостасу, як і тисяч інших експонатів давнього українського мистецтва. Усі ікони були зняті з експозицій, щоб звільнити місце творам радянського соцреалізму, а у лютому 1953 року вивезені з багатьма творами українського мистецтва до приміщення колишнього Вірменського кафедрального собору на вулиці Вірменській. Там у невідповідних умовах для зберігання музейних експонатів, ікони Богородчанського іконостасу, за винятком декількох експонатів, перебували близько 50-ти років — до початку 1990-х років. Пізніше, у 1960—1970-х роках, декілька ікон з іконостаса (великі ікони «Вознесіння» та «Успіння Богородиці») були у тимчасових та сталих експозиціях у приміщенні тодішнього Державного музею українського мистецтва (тодішня назва Національного музею у Львові імені А. Шептицького) на вулиці Драгоманова, 46, проте основна частина і далі перебувала в фондах у Вірменському соборі, схована від будь-якого споглядання і вивчення.
У 1995 році значна частина іконостаса була експонована на виставці присвяченої 90-річчю Національного музею — «Безцінні скарби України. Ікони Богородчанського іконостасу» в корпусі музею на вул. Драгоманова, 46, де було виставлено ряд найкращих ікон. Виставку доповнювали також численні документальні матеріали з історії іконостасу, мистецькі пам'ятки, історично пов'язані із монастирем Великий Скит у Маняві, графічні твори першого реставратора іконостасу Ю. Макаровича та полотна львівських художників із зображеннями монастиря (К. Устияновича, Р. Сельського, А. Манастирського)
У 1997—2006 роках Богородчанський іконостас був повністю відреставрований фахівцями Львівської філії Національного науково-дослідного реставраційного центру України (ЛФ ННДРЦ). У 2000 році спільно Національним музеєм у Львові та ЛФ ННДРЦ України на честь 2000-ліття Різдва Христового було організовано масштабну виставку відреставрованих ікон іконостасу під назвою: «Реставрація іконостасу Воздвиженської церкви Скиту Манявського», тепер уже в залах музею на проспекті Свободи, 10.
Після завершення реставрації у 2006 році, частина іконостасу експонується в одному з залів Національного музею у Львові імені Андрея Шептицького. Існує декілька варіантів експонування іконостасу зі Скиту Манявського, як у приміщенні головного корпусу Національного музею у Львові на проспекті Свободи, 20, так і в окремому, спеціально збудованому музейному приміщенні

## Структура та іконографія
В загальних рисах іконостас із монастиря Великий Скит у Маняві нагадує великі іконостасні комплекси центральної та східної України (Сорочинський, Ніжинський, Березнянський іконостаси, іконостас Надбрамної Троїцької церкви Києво-Печерської лаври) й інші іконописні твори цього часу, але своїм стриманим гармонійним стилем він значно контрастує з їхнім подеколи надмірно-пишним, іконописом та різьбленням. Іконостас церкви Воздвиження Чесного Хреста монастиря Великий Скит в Маняві є твором зовсім іншої епохи і зовсім іншої орієнтації. Творячи у перехідний період від Ренесансу через маньєризм до бароко, його автор Йов Кондзелевич органічно поєднав здобутки візантійського та українського іконопису XVII століття, впливи італійського та північноєвропейського маньєризму, барокового іконопису України і мистецькі пошуки першої половини XVIII століття.

Іконостас із монастиря Великий Скит в Маняві має класичну композицію характерну для українського іконостасу XVII століття, а саме складається із п'яти рядів, або ярусів вміщених у прямолінійні горизонтальні тябла: цокольний ряд, або предела, намісний ряд, празниковий, апостольський та пророчий ряди і завершення. Іконостас із Великого Скиту великого розміру (орієнтовно 13×11 м), складається з п'яти рядів та завершення, в яких розміщено велику кількість іконних зображень різного розміру, від мініатюр до ікон розмірами понад два метри. Починаючи з основи (предела) на яких розташовані ікони «Христос у Никодима», «Катування Христа терновим вінком», «Явлення Христа в Емаусі», «Апостоли біля гробу Богородиці», «Благовіщення Богородиці години смерті, що надходить», «Спокуса Христа в пустелі», «Похорон Антонія Печерського» та «Зустріч Марії і Єлизавети»; намісного ряду, з храмовою іконою «Воздвиження Чесного Хреста», та іконами «Святі Антоній і Феодосій Печерські», «Христос-Учитель», «Богородиця-Дороговказниця», дияконськими дверима з зображеннями Архістратига Михаїла і Архангела Гавриїла та Царських воріт, на одвірках яких зображенні Святий Іван Золотоустий та Святий Василій Великий; празникового ряду, з дванадцятьма святами, та іконами «Тайна вечеря» і «Моління про чашу», апостольського ряду з парним зображенням апостолів і центральною іконою іконостасу «Моління» (Деісіс), та шість ікон пророчого ряду з 12 пророками; завершує іконостас ікона «Знамення Богородиці», монументальне Розп'яття з Предстоячими та скульптура пелікана, який своєю кров'ю годує пташенят — символ батьківської любові та самопожертви Ісуса Христа. Дві великі ікони «Успіння Богородиці» та «Вознесіння Христове», розташовані по краях іконостасу, що є фактично окремими вівтарями, завершуються невеликими іконами восьмикутної форми «Коронування Богородиці» та «Старозаповітною Трійцею». Саме на одній із цих ікон, а саме на іконі «Вознесіння Христове» присутній авторський підпис Йова Кондзелевича та дата: 
|  | «Недостойний Ієромонах Йов Кондзелевич законник святого общежительного монастиря Білостоцькаго рукою власною сділа. Року Божія АΨΕ» |

## Галерея

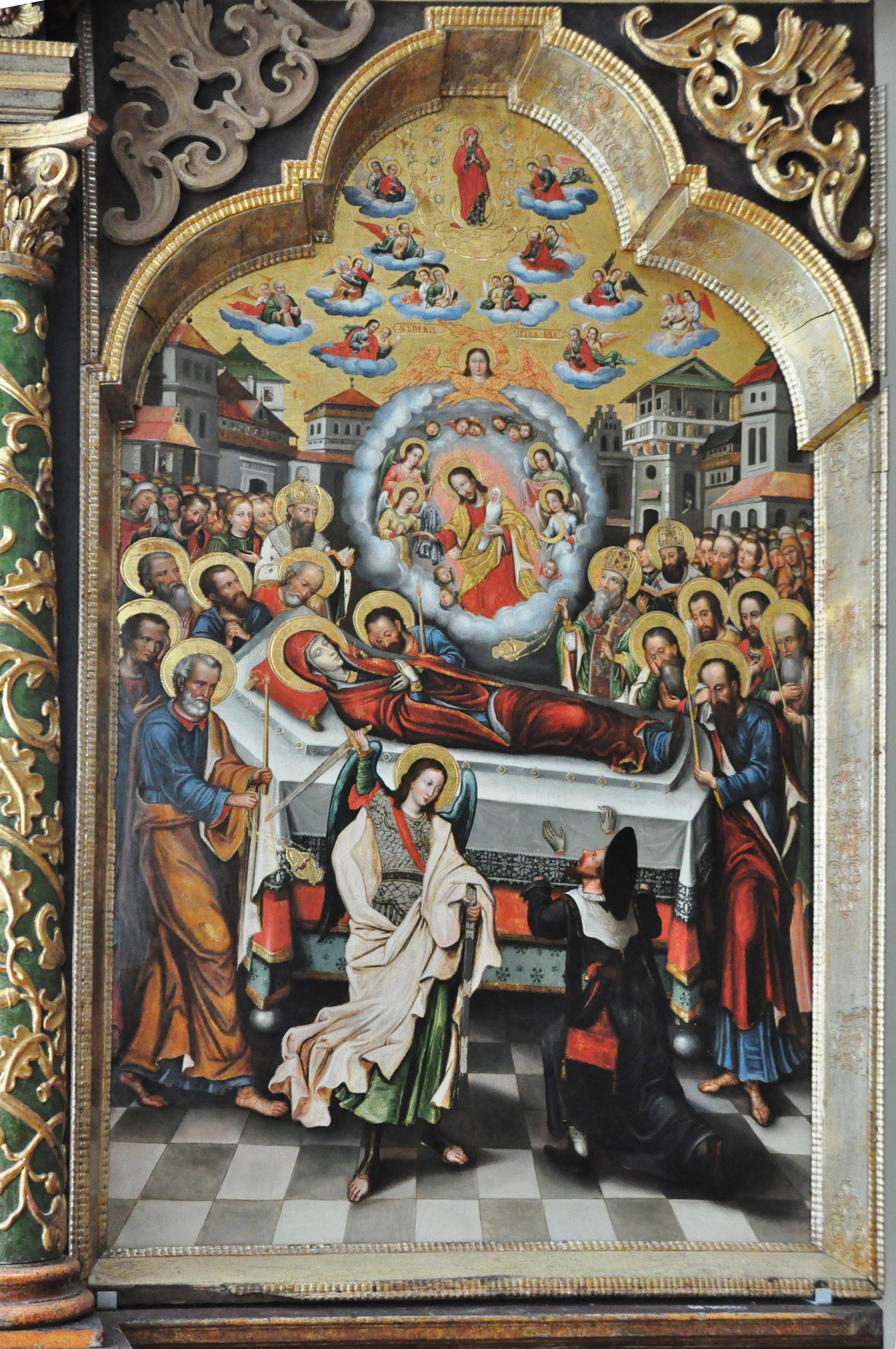
Ікона Успіння Богородиці
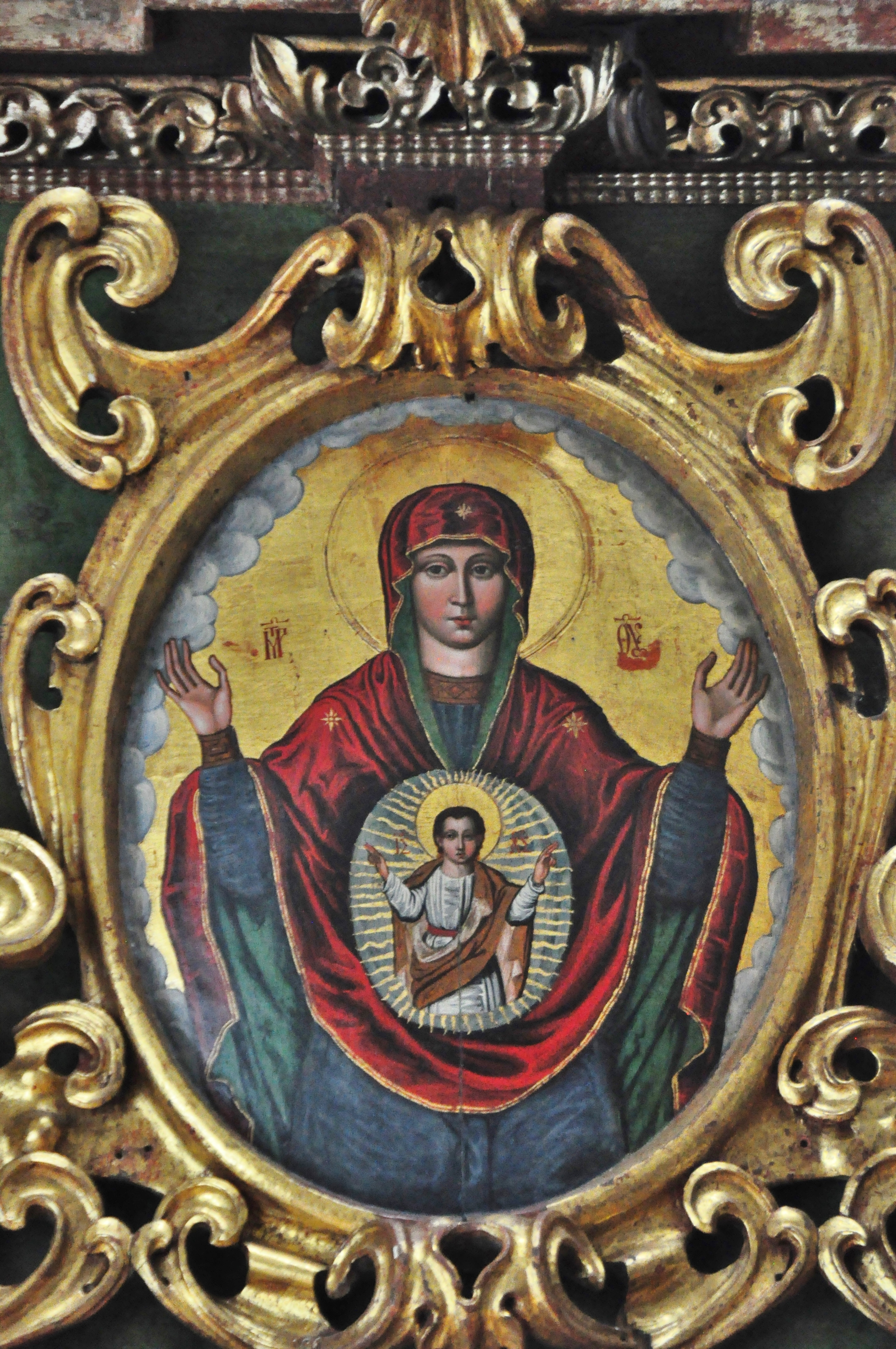
Мала ікона Богородиці з верхньої частини
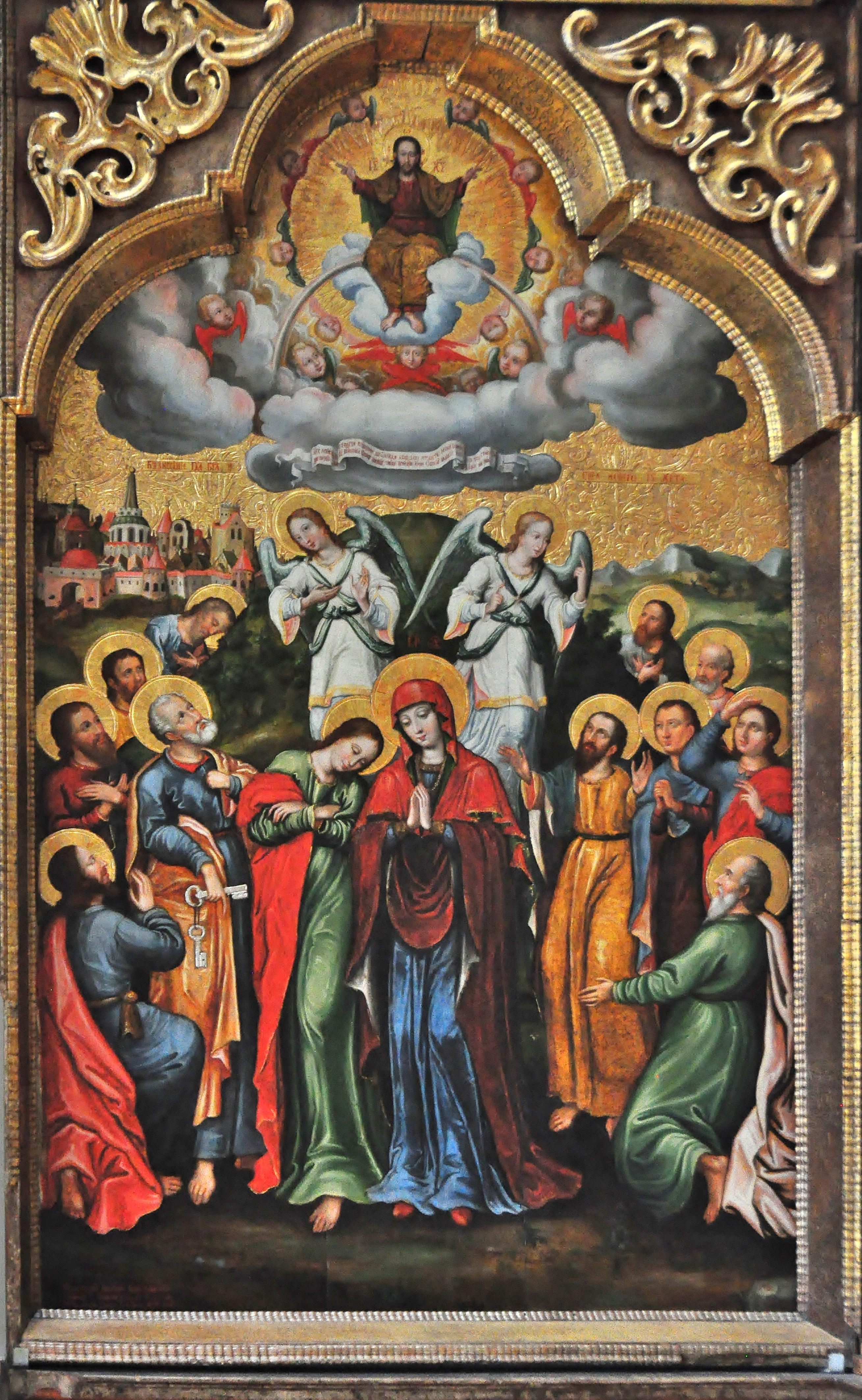
Ікона Знамення Богородиці
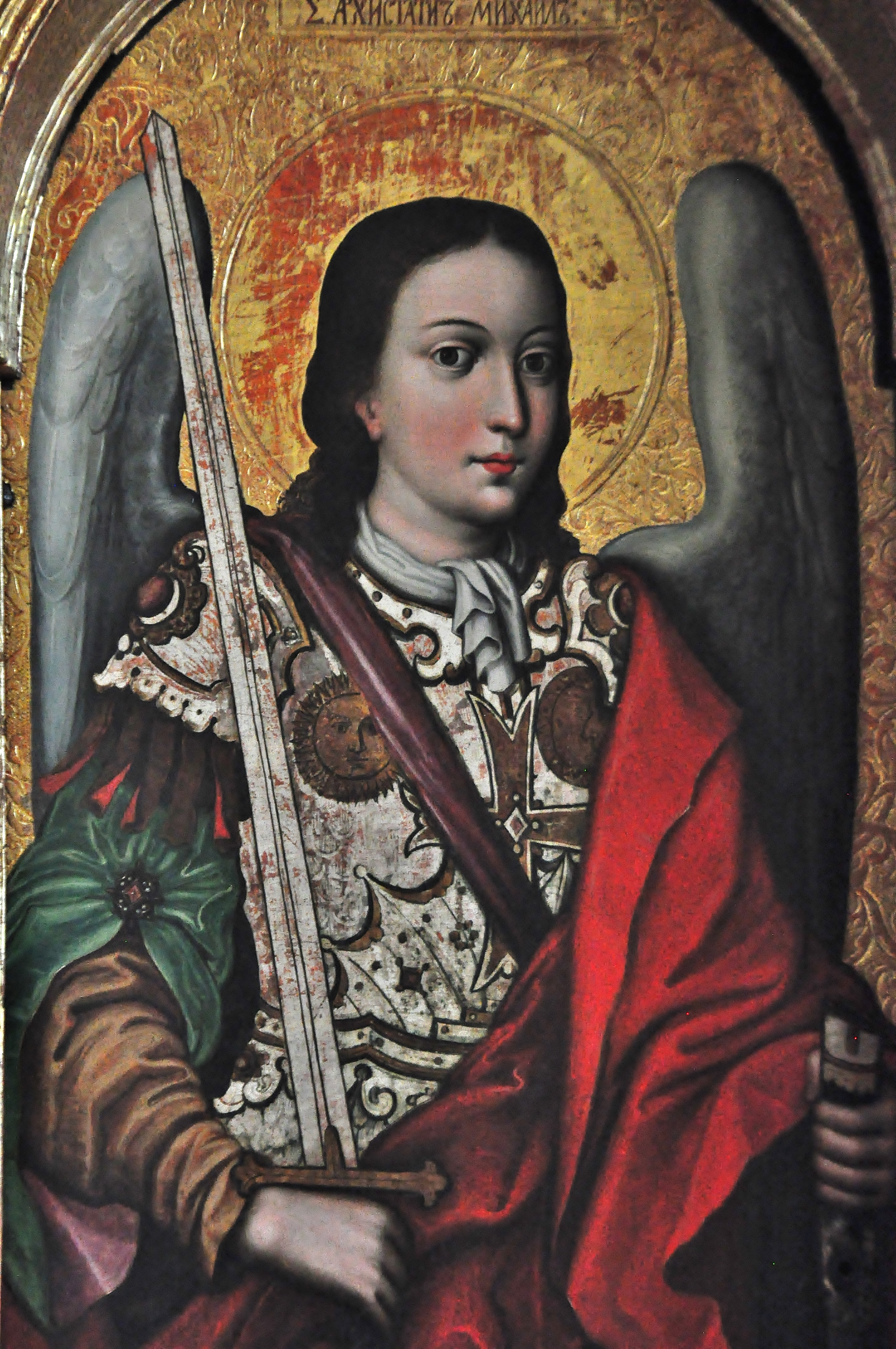
Ікона Архангела Михаїла
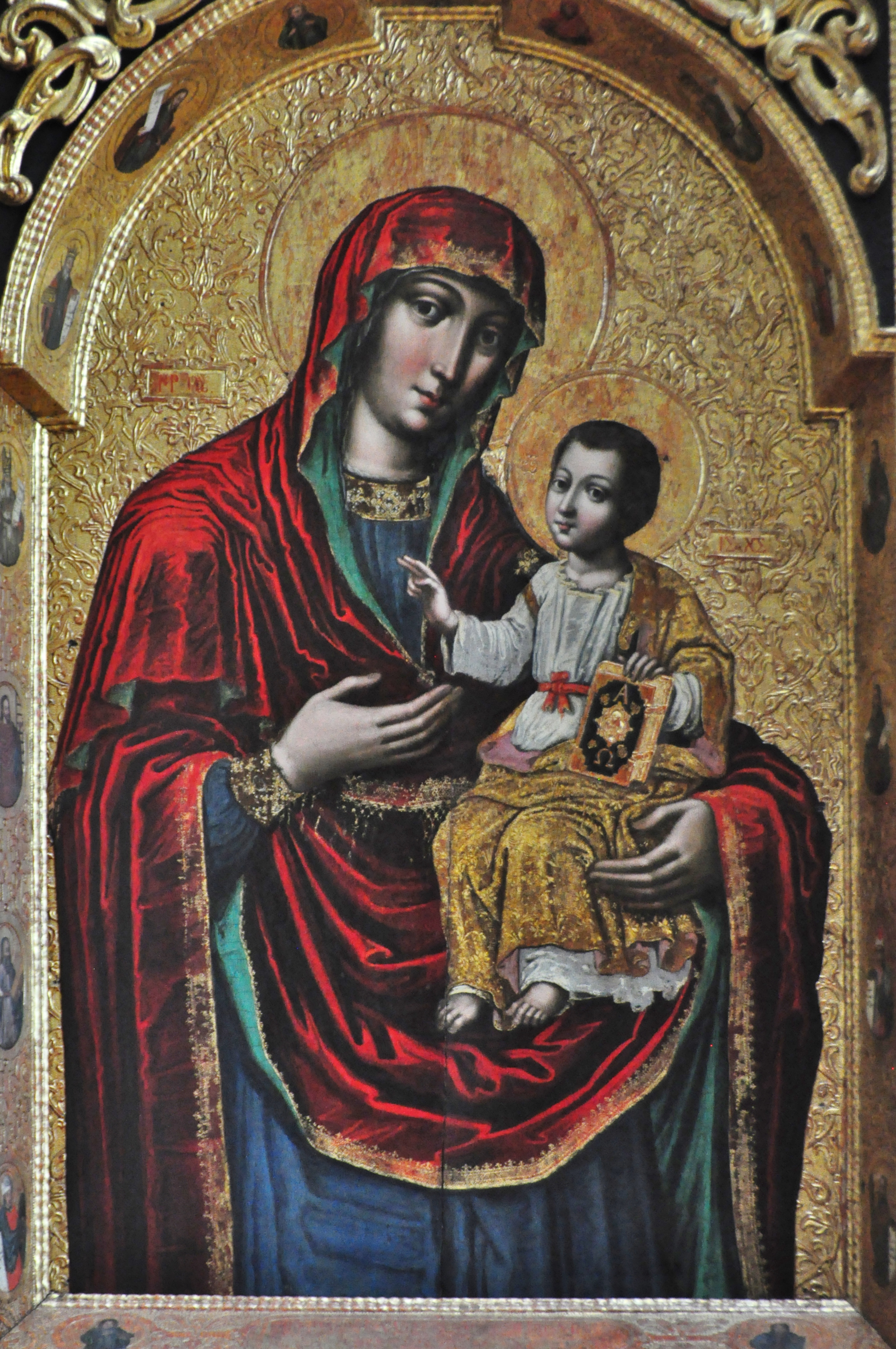
Богородиця-Дороговказниця

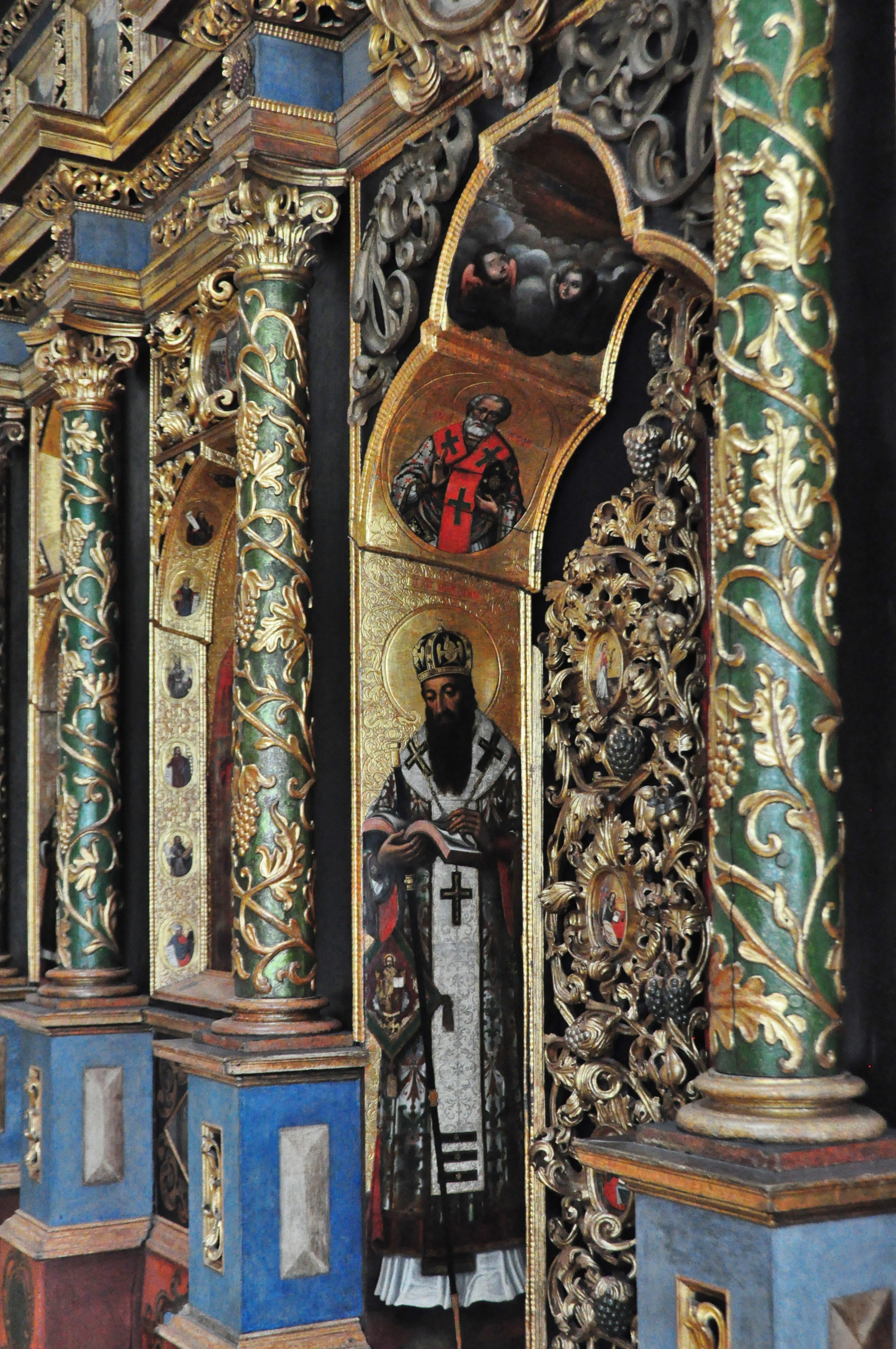
Іван Златоуст на лівій внутрішній частині Царських Врат
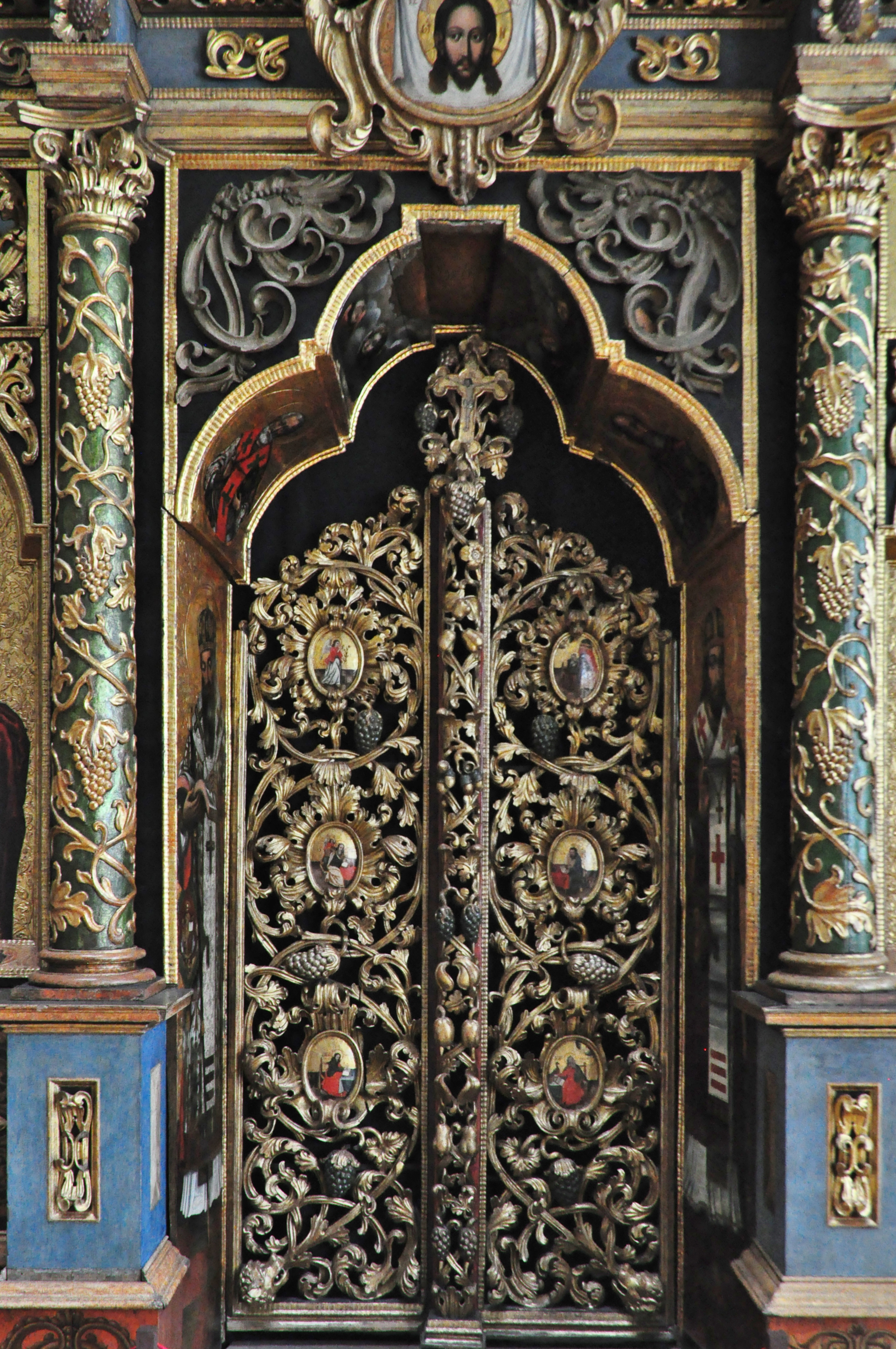
Царські Врата
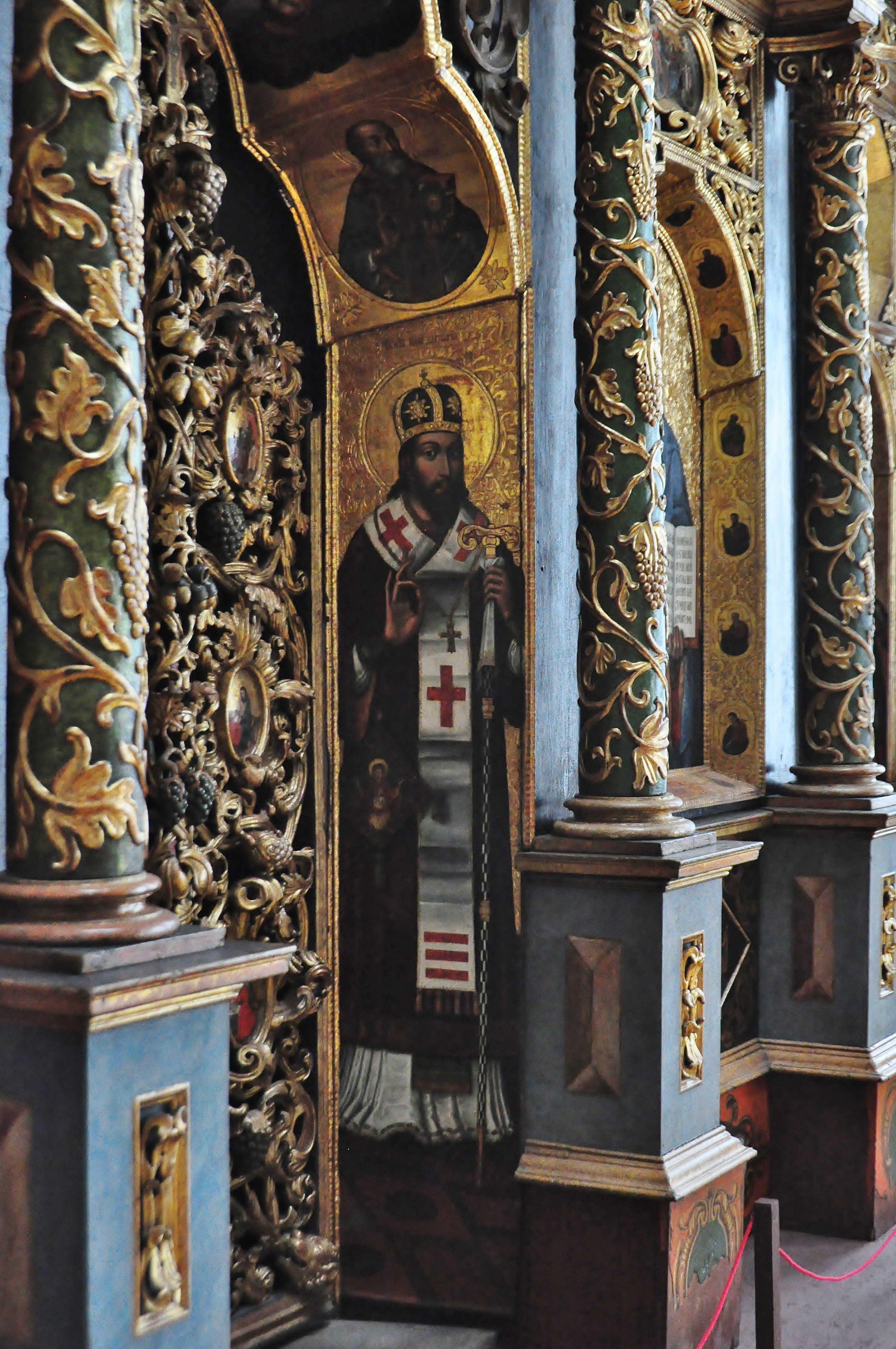
Св. Василій Великий на правій внутрішній частині Царських Врат
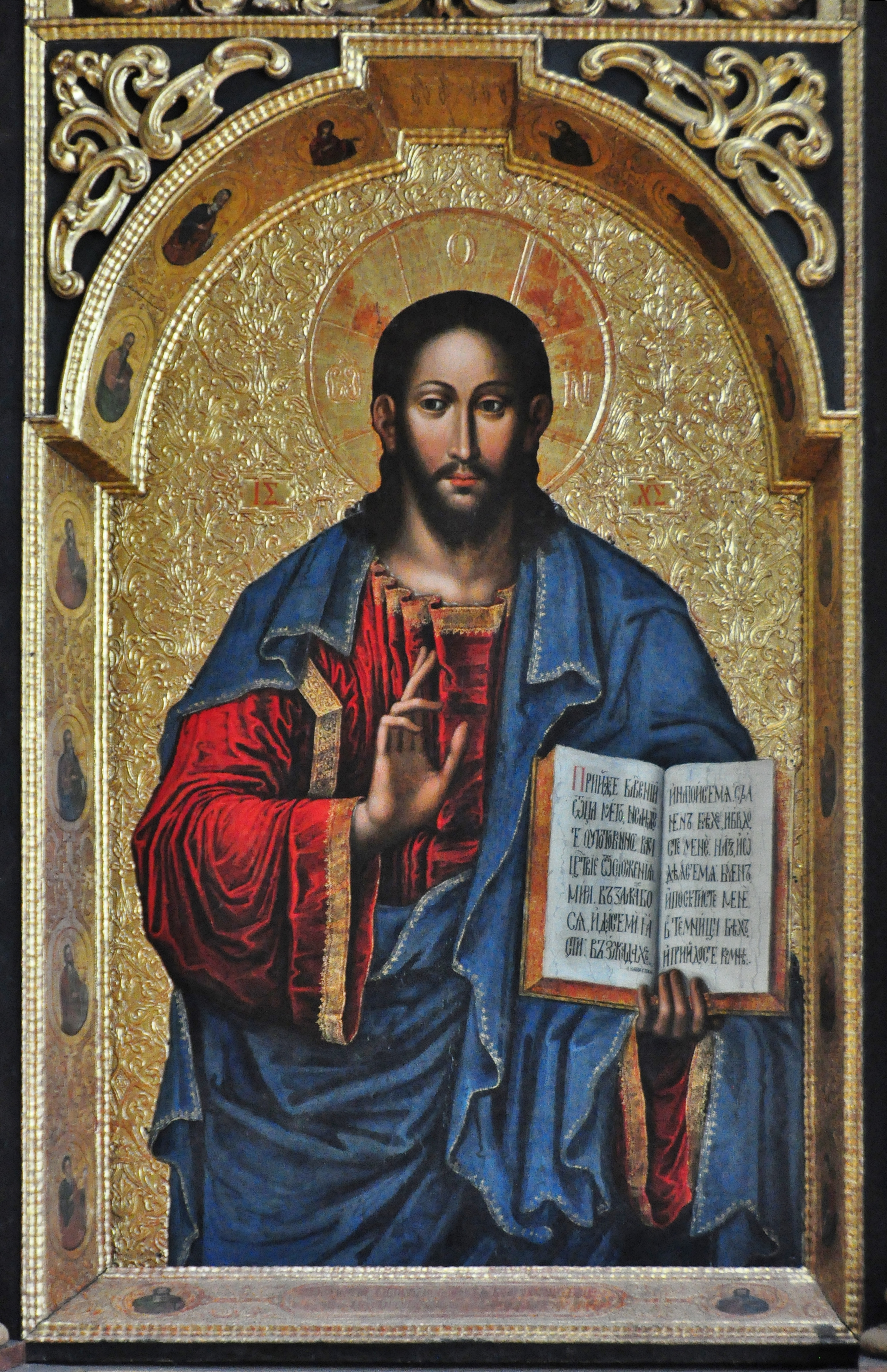
Ікона Христа-Учителя
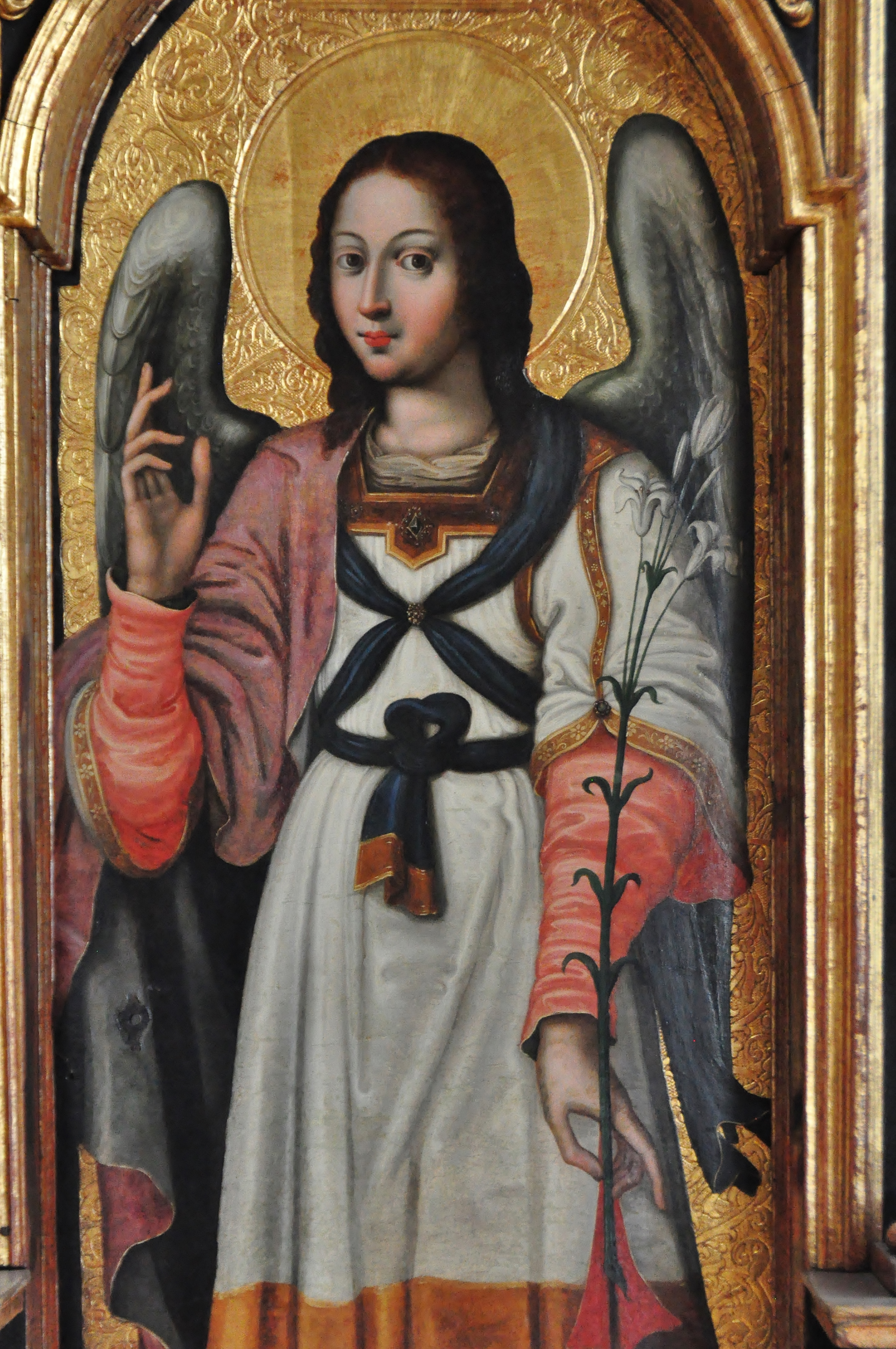
Ікона Архангела Гавриїла